# Liste der Biografien/Jan
Liste der Biografien |
Portal Biografien |
Personensuche
# |
A |
B |
C |
D |
E |
F |
G |
H |
I |
J |
K |
L |
M |
N |
O |
P |
Q |
R |
S |
T |
U |
V |
W |
X |
Y |
Z |
?
 
Ja |
Jb |
Jd |
Je |
Jh |
Ji |
Jj |
Jl |
Jn |
Jm |
Jo |
Jp |
Jr |
Js |
Jt |
Ju |
Jv |
Jw |
Jy
 
Jaa |
Jab |
Jac |
Jad |
Jae |
Jaf |
Jag |
Jah |
Jai |
Jaj |
Jak |
Jal |
Jam |
Jan |
Jao |
Jap |
Jaq |
Jar |
Jas |
Jat |
Jau |
Jav |
Jaw |
Jax |
Jay |
Jaz
 
Jana |
Janb |
Janc |
Jand |
Jane |
Jang |
Janh |
Jani |
Janj |
Jank |
Janm |
Jann |
Jano |
Janr |
Jans |
Jant |
Janu |
Janv |
Jany |
Janz
Die Liste der Biografien führt alle Personen auf, die in der deutschsprachigen Wikipedia einen Artikel haben. Dieses ist eine Teilliste mit 38 Einträgen von Personen, deren Namen mit den Buchstaben „Jan“ beginnt.

## Jan
- Jan Borluut, Patrizier aus Gent
- Jan de La Hamelinaye, Jacques-Félix (1769–1861), französischer Divisionsgeneral
- Jan Gerritsz van († 1523), holländischer Patrizier und Bürgermeister von Alkmaar
- Jan II. von Egmond (1385–1451), Regent des Herzogtums Geldern
- Jan Jansz (1490–1555), holländischer Patrizier und Bürgermeister von Alkmaar
- Jan Kolda von Žampach, böhmischer Adeliger, Hussitenhauptmann, Raubritter
- Jan Nona, Sharmila (* 1999), sri-lankische Leichtathletin
- Jan Seyum, Kaiser von Äthiopien
- Jan Thomas (* 1966), norwegischer Friseur und Stylist
- Jan van Renesse († 1304), niederländischer Adliger
- Jan von Chotěmice, böhmischer Adliger, Landeshauptmann der böhmischen Erbfürstentümer Schweidnitz-Jauer und Breslau
- Jan von Ludzisko, polnischer Humanist und Schriftsteller
- Jan von Stobnica, polnischer Geograph, Astronom und Philosoph
- Jan Wielki († 1497), Maler in Krakau
- Jan Willem (1934–2019), deutscher Sänger, Entertainer und Moderator
- Jan z Jičína, tschechischer radikaler Reformator
- Jan z Koszyczek († 1546), polnischer Übersetzer
- Jan z Lublina, polnischer Organist, Chorleiter und Komponist
- Jan z Příbrami († 1448), tschechischer Priester (Theologe der Hussiten) und Schriftsteller
- Jan, Dor (* 1994), israelischer Fußballspieler
- Jan, Eduard von (1885–1971), deutscher Romanist und Provenzalist
- Jan, Georg (1791–1866), österreichischer Naturforscher
- Jan, Heinrich von (1874–1932), deutscher Verwaltungsjurist und Vertreter Bayerns bei den Länderkonferenzen (1928–1932)
- Jan, Helmut von (1910–1991), deutscher Historiker und Archivar
- Jan, Hermann Ludwig von (1851–1908), deutscher Historiker, Sachbuchautor und Publizist, Schriftsteller und Übersetzer
- Jan, Ivo (* 1975), slowenischer Eishockeyspieler
- Jan, Ivo senior (* 1942), jugoslawischer Eishockeyspieler
- Jan, Jacob (1604–1671), deutscher Mediziner und Leibarzt
- Jan, Jože Bogomir (1944–2018), jugoslawischer Eishockeyspieler
- Jan, Julius von (1897–1964), deutscher evangelischer Pfarrer und Widerstandskämpfer gegen den Nationalsozialismus
- Jan, Karl von (1836–1899), deutscher Klassischer Philologe und Musikwissenschaftler
- Jan, Lily (* 1947), taiwanisch-US-amerikanische Neurophysiologin und Professorin
- Jan, Ludwig von (1807–1869), deutscher Klassischer Philologe und Gymnasialdirektor
- Jan, Siegfried von (1881–1970), deutscher Verwaltungsjurist, Bezirksamtmann und Mitbegründer des Landesverbandes Bayern im Deutschen Jugendherbergswerk
- Jan, Wassili (1875–1954), russischer Schriftsteller
- Jan, Yuh Nung (* 1946), taiwanisch-US-amerikanischer Neurophysiologe
- Jan-Peter (* 1986), deutscher rechtsextremer Gitarrist, Bassist und Liedermacher
- Jan-Ruban, Anna (1874–1955), russische Sopranistin und Gesangspädagogin